# Liste des catégories d'improvisation théâtrale
 (juin 2024).
Si vous disposez d'ouvrages ou d'articles de référence ou si vous connaissez des sites web de qualité traitant du thème abordé ici, merci de compléter l'article en donnant les références utiles à sa vérifiabilité et en les liant à la section « Notes et références ».
 (juin 2024).
- Si vous ne connaissez pas le sujet, laissez ce bandeau (vous pouvez alors contacter les auteurs).
- Si vous supprimez le contenu mis en cause (vous pouvez préalablement contacter les auteurs),

argumentez précisément cette suppression dans la page de discussion
(un manque de référence n'est pas un argument ; une recherche réelle de référence doit avoir été effectuée, être formellement documentée).
Cette liste n'est pas exhaustive, en effet, les catégories varient énormément d'un pays à l'autre et d'une région à l'autre. Les troupes d'improvisation théâtrale ont une grande liberté par rapport aux catégories, en revanche les équipes pratiquant le concept du match d'improvisation se contentent généralement de catégories plus traditionnelles. Cette liste énumère donc essentiellement les catégories qu'on retrouve le plus souvent dans les matches.
Sauf mention contraire, la catégorie s'ajoute au thème.
La catégorie "libre" n'est évidemment pas signalée dans cette liste.

## Catégories de style
Les catégories de style demandent de reprendre un style propre à un genre théâtral, cinématographique, littéraire ou autre. Elles commencent la plupart du temps par « à la manière de » On trouve parmi les plus classiques (la liste est non exhaustive, il n'y a pas à proprement parler de liste officielle) :
- À la manière d'un auteur (dramaturge, écrivain, humoriste, réalisateur) :

À la manière de Molière, d'Anton Tchekhov, de Marcel Pagnol, d'Eugène Ionesco, de William Shakespeare, de Franz Kafka, d'Émile Zola, de Tex Avery, de Jean Racine, d'Arthur Conan Doyle, de Charlie Chaplin, d'Alfred Hitchcock, de Raymond Devos, de Lewis Carroll, de François Rabelais, de Tennessee Williams, de Samuel Beckett, du Marquis de Sade, de Jacques Tati, de Jean-Luc Godard, de Tarantino, de Nolan, de Scorsese, de Hans Christian Andersen, de Bertolt Brecht, de Victor Hugo, de Jacques Offenbach, de Michel Audiard, de Steven Spielberg, de Federico Fellini, d'Edgar Allan Poe, de Jules Verne, de Jean de La Fontaine.
- À la manière d'un genre théâtral, cinématographique, télévisuel ou littéraire :

À la manière du théâtre de boulevard, du documentaire, de la comédie musicale, du drame (rien à voir avec la catégorie "dramatique" qui elle impose des émotions "justes"), du spot publicitaire, de la bande-annonce, de la science-fiction, de l'heroic-fantasy, de la sitcom, du roman (ou film) policier, du roman (ou film) d'aventures, du western, du peplum, du film de gangsters, du film d'horreur, du cartoon, des contes et légendes, du théâtre nô, du théâtre antique, de l'épopée médiévale, de la Commedia dell'arte, du roman à l'eau de rose, du mélodrame, de la téléréalité, des mille et une nuits, du manga, du cinéma muet, du suspense et grand frisson, du théâtre de marionnette (ou de guignol).

## Catégories d'expression
Ce type de catégorie agit uniquement sur la manière de parler, et non sur l'histoire ou sur l'ambiance:
- Rimée, ou en rime
- Chantée : tout doit être chanté
- Comédie musicale : du chant, de la danse, des dialogues
- Jukebox : tous les dialogues doivent être chantés sur plusieurs styles musicaux imposés en indiquant des artistes. Les joueurs devront chanter sur les mélodies de ces chanteurs
- Texte Imposé : les dialogues de l'un des joueurs proviennent exclusivement d'un texte (de théâtre, ou roman) préparé à l'avance par l'arbitre.
- Sans parole : tous les bruitages, sons, grognements etc. sont autorisés, mais aucune parole distincte.
- Silencieuse : aucun son quel qu'il soit n'est autorisé.
- Playback, ou doublage américain : des comédiens jouent dans la patinoire, et d'autres font leurs voix
- Gromolo : Onomatopées (ex: Ooh! Aah! Blarg!)
- Grommelot : Langage inventé, improvisé, dont les mots n'ont de sens que pour l'acteur. Seule l'intonation peut le traduire

## Catégories de contraintes
- Mimée
- Muette puis mimée : uniquement en comparée ; une équipe fait une impro muette, l'autre refait la même en mimée
- Croisement : uniquement en mixte avec un joueur par équipe ; les deux joueurs doivent s'échanger leur personnage quand l'arbitre siffle
- Suicide : uniquement en comparée avec un joueur par équipe, en général sans limite de temps ; chacun doit respecter un lieu et un objet (choisis par le public) et s'y mettre dans une situation finissant par un suicide
- Mort en scène : selon les mêmes contraintes que la catégorie Suicide, si ce n'est que le personnage doit mourir dans le lieu et à cause de l'objet, et pas obligatoirement par suicide.
- Tous meurent à la fin, carnage ou Armaguédon : tous les improvisateurs participant au match doivent mourir avant la fin de l'impro.
- Une Oli : Improvisation libre avec contraintes
- Déplacements limités : les improvisateurs ne peuvent se déplacer que sur des couloirs prédéfinis
- Assis, debout, accroupis, couché : on ne doit jamais voir sur scène deux postures identiques parmi ces quatre
- Générateur de mots : l'improvisateur qui commence écrit le texte ; Les suivants ne pourront qu'utiliser des mots déjà dit par celui-ci.
- Porno censuré : tout ce qui fait un film porno, sans les scènes à limitation d'âge.
- Sans limite d'espace : les improvisateurs ne sont plus limités par la scène.
- Dans le noir ou auditive
- Abécédaire (inversé ou non) : la première réplique commence par 'A...', la seconde par 'B...'. L'impro se termine à 'Z...'.
- Switch ou répétitive : l'improvisateur qui reçoit un coup de sifflet de l'arbitre doit immédiatement changer le dernier mot, ou la fin de la phrase qu'il a dite.
- Zone d'humeurs : l'arbitre délimite différentes zones dans la patinoire auxquelles il associe une humeur (joie, tristesse, colère, peur, désir...). En se déplaçant d'une zone à l'autre, les improvisateurs doivent alors adopter l'humeur adéquate. Une humeur peut également être associée au touché du rebord de la patinoire.
- Grosse colère : uniquement en mixte avec un joueur par équipe ; les jouteurs commencent l'improvisation de manière cordiale, pour ensuite se disputer, la colère venant crescendo jusqu'à la fin de l'improvisation.
- Humeur imposée : l'arbitre impose une humeur à chaque improvisateur en jeu, lequel devra donc garder cette humeur tout au long de l'impro. En cas de service, l'arbitre interrompt brièvement l'impro pour imposer une humeur au jouteur.

## Catégories de structure
Il s'agit là de catégories agissant sur la forme de l'improvisation, telles que :
- Poursuite : uniquement en comparée ; une équipe commence une improvisation que l'autre équipe doit terminer.
- Double-poursuite : même système que la poursuite, sauf que suivant un schéma A-B-A-B, chaque équipe joue deux fois.
- Roman-photo : l'improvisation est jouée en une succession de plans arrêtés (les photos) accompagnées de voix-off faisant parler les personnages.
- Fusillade : lorsque l'arbitre annonce cette catégorie, le nombre de joueurs demandé entre dans la patinoire, après quoi les joueurs font à tour de rôle une improvisation très courte sur un thème, différent pour chaque joueur, sans caucus.
- Peau de chagrin ou régression ou dégressive : une même improvisation est jouée plusieurs fois, trois fois la plupart du temps, sur une durée à chaque fois plus courte (en général réduite de moitié).
- Pluk ou figure de style ou exercice de style : mixte ou comparée, les joueurs vont improviser 5 fois la même impro avec 5 styles imposés par l'arbitre ou le maitre de cérémonie (généralement 5 fois une minute) ex : Péplum, Film d'action, muette, film de Sciences Fictions, Cinéma d'auteur...
- Zapping télé ou vidéo-way : des groupes de deux improvisateurs font chacun une chaîne ; l'arbitre peut décider de zapper sur une autre chaîne/groupe.
- Étages ou Montage/Démontage : on a un thème par étage. On commence au 1er, où un improvisateur est seul. Puis au 2e ils sont deux. Au 3e ils sont 3. Et l'arbitre peut changer d'étage quand il veut.
- Téléphone arabe mimé : l'arbitre raconte une histoire compliquée à un improvisateur, qui la mime à un second, qui la mime à un troisième, qui la mime à un quatrième qui nous la raconte. Le but étant de déformer l'histoire en l'exagérant.
- Harold : tout le monde connaît et parle de Harold, mais personne ne le voit jamais sur scène.
- Carré hollandais : quatre improvisateurs forment un carré. Chaque côté formé par deux d'entre eux a un thème. L'arbitre fait tourner le carré plusieurs fois et les improvisations, indépendantes, s'alternent.
- Village : sur le même modèle que le carré hollandais, mais les personnages sont là définis par un métier imposé (ou un rôle, un lien) et sont considérés comme vivant tous les quatre dans le même village. Toutes les improvisations deux à deux construisent donc la même histoire.
- Traveling : dès qu'un personnage sort de scène, on le suit et l'impro continue sur lui. Le traveling doit suivre chaque sortie de chacun.
- Points de vue : en comparée, avec trois jouteurs par équipe ; chaque improvisateur passe individuellement. Le premier raconte une histoire en une minute, puis les cinq autres racontent chacun la même histoire, mais selon le point de vue d'un personnage différent.
- Taxi : en comparée, avec tous les jouteurs. Le premier jouteur d'une des équipes installe un lieu (imposé par l'arbitre ou choisi par le public), puis quatre des cinq jouteurs de l'autre équipe interviennent individuellement et l'un après l'autre avec lui. Ensuite, on inverse : le cinquième jouteur de la seconde équipe installe un lieu, et les quatre autres jouteurs de la première équipe interviennent.
- Trois-Têtes: Trois joueurs jouent un seul personnage, et parlent en enchaînant un mot à la fois à tour de rôle. Un quatrième joueur lui donne la réplique en le mettant en valeur (intervieweur, psy, DRH...). Si le quatrième joueur demande: "Ca va ?", les autres répondent: Joueur 1: "Oui", Joueur 2: "ça", Joueur 3: "va", Joueur 1: "très", Joueur 2: "bien", etc...
- Zapping : les jouteurs démarrent une improvisation. Au premier coup de sifflet de l'arbitre, ils se figent, et au second coup de sifflet ils démarrent une nouvelle improvisation. L'arbitre "zappe" autant de fois qu'il le veut.
- Avec exagération : une même improvisation est jouée trois fois. À chaque fois, les improvisateurs doivent exagérer un peu plus leurs actions, leurs paroles, etc.
- Budget dégressif : une même improvisation, souvent de type film d'action, est jouée deux ou trois fois, avec de moins en moins de budget. Par exemple, un hélicoptère sera remplacé par une moto puis par un vieux vélo, tandis que le jeu des acteurs sera de moins en moins bon.
- -1 : une même improvisation est rejouée plusieurs fois, mais, à chaque fois, un joueur est retiré, de manière que les joueurs restants se retrouvent à prendre en charge plusieurs personnages en même temps, et ce jusqu'à ce qu'il ne reste qu'un joueur qui doive rejouer toute l'improvisation seul.
- Cuisine et dépendance : la scène est coupée en son centre par un mur invisible formant deux pièces mitoyennes d'un bâtiment. Aux deux extrémité de la scène est installée une porte imaginaire. Telle que quand un jouteur traverse la porte du côté cour, un jouteur rentre par celle du côté jardin et poursuit l'improvisation avec le personnage du premier et celui-ci ne s'arrête que lorsqu'il repasse la porte. De telle sorte, on a deux jouteurs par personnage.

## Catégories par ajout
Quelque chose que les joueurs doivent prendre compte s'ajoute à l'improvisation :
- Musicale, ou avec ambiance musicale : le musicien crée une ambiance musicale dont les joueurs doivent prendre compte, à la manière de la bande sonore d'un film.
- Objet détourné ou Accessoire : L'arbitre donne un objet qui ne devra jamais être utilisé pour sa vraie fonction, et peut changer de fonction en cours d'impro.
- Objets imposés ou Profusion d'objets : On demande une dizaine d'objets au public qui devront tous être détournés.

## Sources
- Liste des catégories de Dramaction
- Liste des catégories et fiches sur les catégories "à la manière de" les plus courantes